# Nilakkottai
Nilakkottai es una ciudad y nagar Panchayat situada en el distrito de Dindigul en el estado de Tamil Nadu (India). Su población es de 22197 habitantes (2011). Se encuentra a 27 km de Dindigul y a 44 km e Madurai,

## Demografía
Según el censo de 2011 la población de Nilakkottai era de 22197 habitantes, de los cuales 11068 eran hombres y 1129 eran mujeres. Nilakkottai tiene una tasa media de alfabetización del 85,99%, superior a la media estatal del 80,09%: la alfabetización masculina es del 90,44%, y la alfabetización femenina del 81,63%.